# Feroxihita
La feroxihita (en anglès i originalment feroxyhyte) és un mineral amb oxihidròxid de ferro, δ-Fe3+O(OH). Cristal·litza sistema hexagonal. Està formada om masses marrons de rodones a concretes. És opaca i magnètica.
Apareix en la forma de nòduls de manganès-ferro al fons dels oceans Atlàntic i Pacífic. També es troba al Bàltic, Mar Blanc i Mar de Kara. Es forma sota pressions alta i passa a ser goethita quan queda exposada a la superfície. També es forma per l'oxidació ràpida dels compostos de l'òxid de ferro (II).
Va ser descrit per primera vegada l'any 1976 trobada en sòls de Kolomyya, Ivano-Frankivsk, Ucraïna.